# Filettino Hercegség
Az olaszországi Rómától száz kilométerre eső, mindössze 550 lakosú Filettino vezetése az olasz kormány által a 2008-as gazdasági világválság miatti reformokra, azaz az ezer lakosnál kevesebbel rendelkező önkormányzatok megszüntetésére válaszolva kikiáltotta a Principato di Filettino-t - Seborga mintájára.
A nyolcezer olaszországi önkormányzat negyede ezer lakosnál kisebb településen tevékenykedik, a kisvárosoknak mégis van saját polgármesterük, testületük, képviselőik, tanácsosaik.
A polgármester, Luca Sellari tölti be a herceg címét, de a hercegi címért többen is versenybe szálltak. Az ország pénze a Fiorito nevet kapta. Ennél is konkrétabb lépés volt, hogy a hercegség ügyvédhez fordult, mégpedig Carlo Taorminához, aki olasz sztárügyvédként is ismert. Taormina abban segít, hogyan lehet a hatályos törvények segítségével valóban elkerülni az önkormányzat felszámolását, hogyan lehet függetlenné tenni Filettinót.